# Pardosa birabeni
Pardosa birabeni är en spindelart som beskrevs av Cândido Firmino de Mello-Leitão 1938. 
Pardosa birabeni ingår i släktet Pardosa och familjen vargspindlar. Inga underarter finns listade i Catalogue of Life.